# كيث شيبرد
كيث شيبرد هو متزحلق جبال الألب كندي، ولد في 21 أكتوبر 1947.

## وصلات خارجية
- كيث شيبرد على موقع الاتحاد الدولي للتزلج (التزلج على المنحدرات الثلجية) (الإنجليزية)
- كيث شيبرد على موقع أوليمبيديا (الإنجليزية)
- كيث شيبرد على موقع اللجنة الأولمبية الكندية (الإنجليزية)